# Seguro-desemprego
O seguro-desemprego é um direito do trabalhador brasileiro, previsto na Constituição Federal (arts. 7º, 201 e 239).
A principal regulamentação infraconstitucional foi feita na Lei n. 7.998/90. Também há regulamentação na Lei n. 10.779/03 (pescadores) e na Lei Complementar n. 150/15 (domésticos).
Os principais beneficiados são os empregados dispensados sem justa causa, desde que preenchidos os requisitos legais.
Mas outras pessoas também podem receber, como os resgatados do trabalho forçado, pescadores profissionais (pesca artesanal) e afastados para qualificação.
O seguro-desemprego é fiscalizado pelo Ministério do Trabalho e Previdência Social (MTPS).
Já o Fundo de Amparo ao Trabalhador (FAT) é destinado ao custeio do seguro-desemprego. O FAT é gerido pelo Conselho Deliberativo do Fundo de Amparo ao Trabalhador (CODEFAT).
Os pagamentos são feitos pela Caixa Econômica Federal.
Algumas empresas do ramo financeiro oferecem um tipo de seguro-desemprego privado, cobrindo despesas como aluguel e financiamentos.

## Programa do seguro-desemprego
De acordo com o Ministério do Trabalho e Previdência Social (MTPS), o programa do seguro-desemprego é dividido nas seguintes categorias:
Seguro-Desemprego Formal (iniciada em 1986): Foi instituído pela Lei 7.998/1990, alterado pela Lei n.º 8.900, de 30 de junho de 1994, com a finalidade de prover assistência financeira temporária a trabalhadores desempregados sem justa causa, e auxiliá-lo na manutenção e na busca de emprego, provendo para tanto, ações integradas de orientação, recolocação e qualificação profissional.
Seguro-Desemprego Pescador Artesanal (iniciada em 1992): É dirigido ao pescador profissional que exerça sua atividade de forma artesanal, individual ou em regime de economia familiar, ainda que com auxílio eventual de parceiros e que teve que interromper a pesca devido ao período de proibição da pesca para preservação da espécie (defeso), fixado através de Instrumento Normativo publicado no Diário Oficial da União.
Bolsa Qualificação (iniciada em 1999): A Bolsa de Qualificação Profissional é o benefício instituído pela Medida Provisória n.º 2.164-41, de 24 de agosto de 2001 (vigente em consonância com o art. 2º da emenda constitucional n.º 32 de 11 de setembro de 2001). É uma política ativa destinada a subvencionar os trabalhadores, com contrato de trabalho suspenso, em conformidade com o disposto em convenção ou acordo coletivo de trabalho, devidamente matriculado em curso ou programa de qualificação profissional oferecido pelo empregador.
Seguro-Desemprego Empregado Doméstico (iniciada em 2001): Trata-se de ação que resulta em pagamento do benefício instituído pela Lei n.º 10.208 de 23 de março de 2001, tem por finalidade prover assistência financeira temporária ao empregado doméstico dispensado sem justa causa. O valor de cada parcela é de um salário mínimo, sendo que cada segurado recebe no máximo três parcelas.
Seguro-Desemprego Trabalhador Resgatado (iniciada em 2003): É um auxílio temporário concedido ao trabalhador comprovadamente resgatado de  regime de trabalho forçado ou da condição análoga à de escravo. Tendo direito a no máximo três parcelas no valor de um salário mínimo.

## Fraudes
As frequentes fraudes ao programa do seguro-desemprego têm gerado sérios desfalques ao Fundo de Amparo ao Trabalhador (FAT).
As principais fraudes são causadas pelo exercício de atividade remunerada de forma concomitante ao recebimento do benefício e pela simulação de dispensas sem justa causa (em hipóteses de pedidos de demissão).
Tais procedimentos podem configurar o crime de estelionato.
É fundamental compreender que as consequências da fraude no seguro-desemprego são sérias e, portanto, podem afetar diversos aspectos da vida do indivíduo. Por isso, a integridade e o cumprimento das normas estabelecidas para a concessão desse benefício tornam-se cruciais, uma vez que asseguram o funcionamento adequado do sistema de proteção ao trabalhador.